# Halvor Heyerdahl Rasch
Halvor Heyerdahl Rasch (ur. 8 stycznia 1805 w Mustorp w Eidsbergu, zm. 26 sierpnia 1883 w Kristianii ) – norweski przyrodnik, pionier zoologii, twórca prawa łowieckiego.  

## Życiorys
Był synem rotmistrza Michaela Rascha (1769–1849) i jego żony Edle Valentine Heyerdahl (1783–1870) . 
Po ukończeniu szkoły średniej i zdaniu examen artium w 1821 roku rozpoczął studia botaniczne na Uniwersytecie w Kristianii, jednak szybko przeniósł się na studia zoologiczne . W 1825 roku został zatrudniony jako sekretarz i kustosz gabinetu zoologicznego na macierzystej uczelni . W latach 1840–1842 korzystał ze stypendium państwowego na zagraniczne studia w zakresie muzealnictwa , kształcąc się w Lejdzie i Paryżu. Po powrocie do Norwegii w 1843 roku został pracownikiem naukowym uniwersytetu w zakresie zoologii, w 1847 roku – wykładowcą a w 1852 roku uzyskał tytuł profesora . Na emeryturę przeszedł w 1874 roku .   

## Działalność naukowa
Rasch prowadził badania rodzimej fauny Norwegii . W 1833 roku badał ptaki wzdłuż zachodniego wybrzeża a w 1844 roku faunę morską między półwyspem Stad a archipelagiem Froan . Sporządził listę ptaków występujących w Norwegii .
Był wytrawnym myśliwym i znawcą zwierzyny łownej . W 1845 roku opublikował pracę Jagten i Norge (tłum. „Łowiectwo w Norwegii”), która stała się podstawą prawa łowieckiego (norw. Lov om Udryddelse af Rovdyr og Fredning af andet Vildt) ustanowionego w tym samym roku . Ochroną objęto zwierzynę w okresie godowym oraz matki z młodymi, a w celu zmniejszenia liczby drapieżników wprowadzono nagrody za upolowane większe drapieżniki (wilki, niedźwiedzie czy orły) . Mniejsze drapieżniki podlegały ochronie z uwagi na ich rolę w kontrolowaniu populacji gryzoni . Rasch monitorował płatności za upolowane drapieżniki, stwierdzając, że mniejsze drapieżniki deklarowano jako większe . By wyeliminować tego typu praktyki opracował szczegółowe opisy poszczególnych gatunków, które zostały usankcjonowane prawnie w 1863 roku (norw. Lov angaande utryddelse af Rovdyr og Fredning af annet Vildt ) .  
W 1852 roku opublikował dzieło o sztucznym rozmnażaniu ryb – Om den kunstige Fiskeformerelse . Następnie pracował nad regulacjami odłowu łososia i ryb słodkowodnych . Zajmował się także metodami hodowli ostryg i pszczelarstwem oraz zagadnieniami produkcji i wykorzystania nawozów w rolnictwie (Innledning til zoologien) . 
Opracowywał materiały dla studentów zoologii – Indledning til Zoologien i rozdziały o zoologii do podręczników szkolnych . Opublikował również szereg artykułów w gazetach codziennych .    
Był jednym z założycieli i członkiem zarządów towarzystw działających na rzecz oświecenia publicznego i krzewienia kultury fizycznej a także norweskiego zrzeszenia myśliwych i rybaków Norsk Jæger- og Fisker-Forening . W latach 1882–1883 był przewodniczącym Towarzystwa Ochrony Zwierząt .    

## Publikacje
Wybór publikacji za Norsk biografisk leksikon :
- 1845 – Jagten i Norge. Inneholdende en Skildring af dens nuværende Tilstand, samt Motiver og Forslag til at fremme dens hensigtsmæssige Udøvelse
- 1847 – Indledning til Zoologien med en kortfattet almindelig comparativ Anatomie og Physiologie til Brug for de Studerende
- 1848 – Om gjødslens tilbredning og dens anvendelse paa forskjellige jordarter
- 1851 – Naturens Bog (tłumaczenie dzieła Friedricha Schoedlera)
- 1852 – Om den kunstige Fiskeformerelse og Om Biavlen
- 1857 – Om Midlerne til at forbedre Norges Laxe- og Ferskvandsfiskerier
- 1863 – Om Dyrelivet paa Norges Høifjelde og i Norges Storskove
- 186? – Veiledning for Attestudstedere til Afgjørelse af, om de til deres Besigtigelse fremstillede Rovdyr eller Rovfugle høre til de Arter, for hvis Udryddelse erholdes Præmie ifølge Lov af 22 Juni 1863
- 1866 – Veiledning til Behandlingen af naturlige Østersbanker og Anlægget af nye samt Forslag til Fremgangsmaader, hvorved man kan erholde en rigeligere Tilgang på Ungøsters
- 1869 – Vore bedste spiselige Soparter

## Członkostwa, nagrody i odznaczenia
- 1863 – kawaler Orderu Świętego Olafa[2]
- 1866 – srebrny medal Société impériale zoologique d'acclimatation za prace o hodowli ryb[2]
- 1866 – srebrny medal na wystawie rybackiej w Boulogne-sur-Mer[2]
- 1867 – złoty medal na Wystawie Światowej w Paryżu[2]